# 段应民
段应民（1967年2月—），男，汉族，山东桓台人，中国人民解放军陆军中将，曾任中国人民解放军陆军第七十一集团军参谋长、中国人民解放军陆军第八十二集团军军长。现任中国人民解放军中部战区副司令员、中国人民解放军中部战区陆军司令员。